# الویجان
الویجان یکی از روستاهای دهستان بازرجان بخش مرکزی شهرستان تفرش در استان مرکزی ایران است جمعیت این روستا در سال ۱۳۸۵ خورشیدی ۱۲۲ نفر (۴۱ خانوار) بود.